# لوید دایر
لوید دایر (انگلیسی: Lloyd Dyer؛ زادهٔ ۱۳ سپتامبر ۱۹۸۲) یک بازیکن فوتبال اهل بریتانیا است.